# Béla Balassa
Béla Balassa (ur. 1928 w Budapeszcie, zm. 1991) – węgierski ekonomista. Twórca najbardziej znanej klasyfikacji instytucjonalnych form integracji gospodarczej państw. Wskazał on pięć etapów integracji: strefę wolnego handlu, unię celną, wspólny rynek, unię gospodarczą oraz integrację całkowitą (pełną).